# Viiratsi (gemeente)
Viiratsi (Estisch: Viiratsi vald) is een voormalige gemeente in de Estlandse provincie Viljandimaa. De gemeente had 3461 inwoners op het eind van 2011 en een oppervlakte van 215 km². De hoofdplaats was Viiratsi. Daarnaast telde de gemeente 21 dorpen.
Tot 2013 vormde Viiratsi een afzonderlijke landgemeente. In dat jaar werd de gemeente bij de gemeente Viljandi vald gevoegd.
Viiratsi was de geboortegemeente van twee prominente figuren uit het interbellum: in 1864 werd in Tänassilma Jaan Tõnisson geboren, die verschillende hoge politieke functies bekleedde, waaronder die van staatshoofd, en in 1884 op de boerderij Raba Johan Laidoner, de hoogste militair van Estland. Beiden stierven in Sovjet-Russische gevangenschap, Tõnisson vermoedelijk in 1941 en Laidoner in 1953.

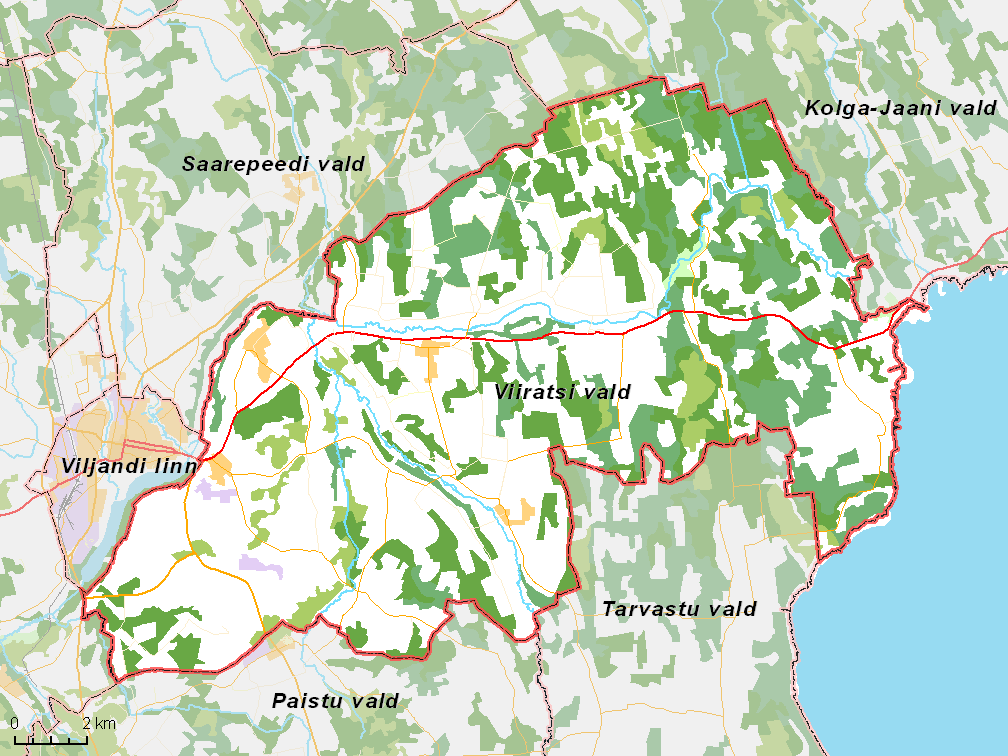
De gemeente met omliggende gemeenten, situatie begin 2013